# موسوعة غينيس للأرقام القياسية

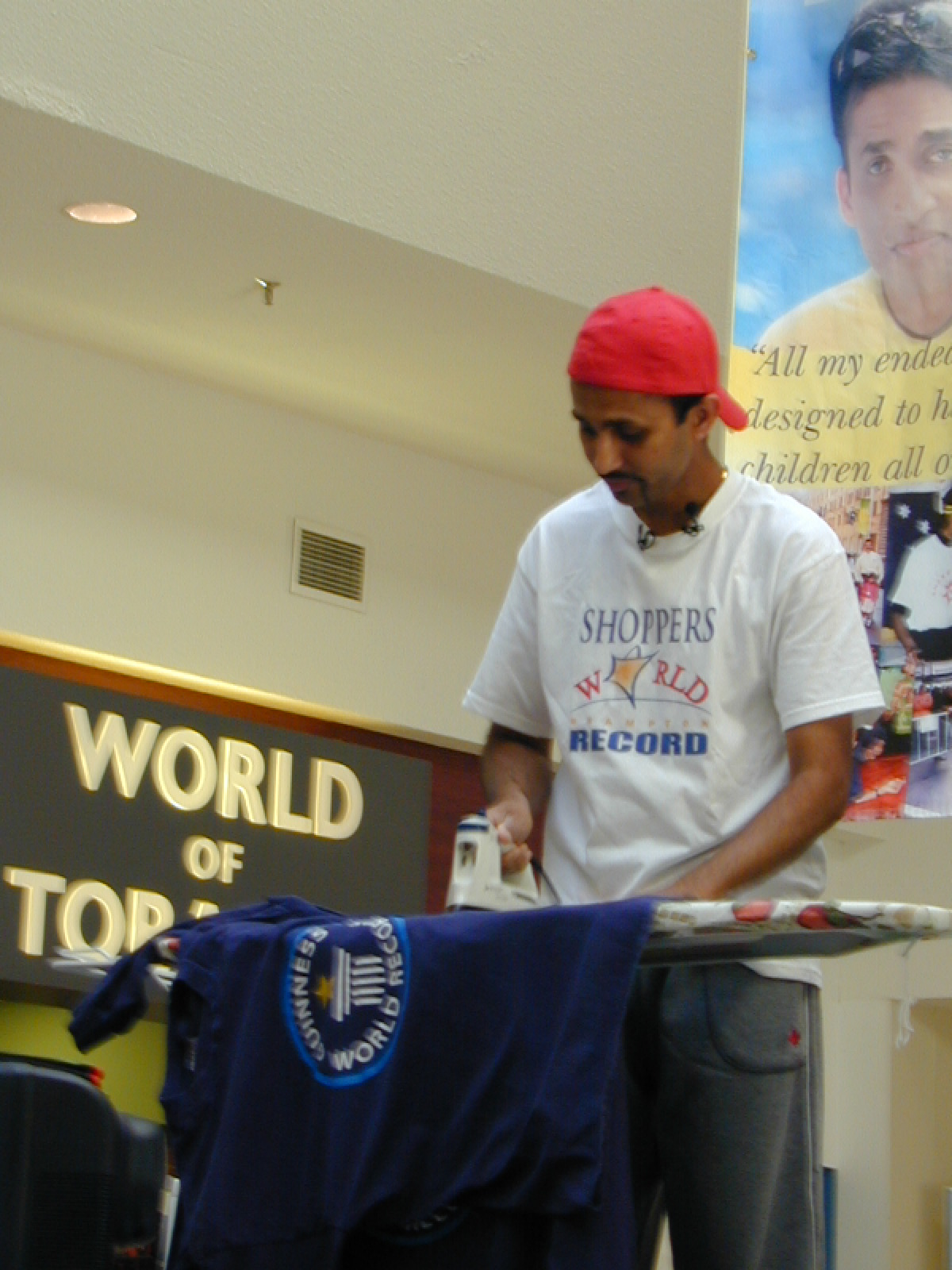
محاولة كسر الرقام القياسي لأطول مدة لكي الملابس.

موسوعة غينيس للأرقام القياسية (بالإنجليزية: Guinness World Records)‏ هو كتاب مرجعي يصدر سنويًا، يحتوي على الأرقام القياسية العالمية المعروفة. الكتاب بنفسه حقق رقماً قياسياً، حيث أنه يعتبر سلسلة الكتب الأكثر بيعاً على الإطلاق. تم إصدار أول نسخة من الموسوعة في 1955 بواسطة شركة غينيس. وتعد هذه الموسوعة من أدق المراجع التي يتم الرجوع إليها في معرفة الأرقام القياسية.

## المحتوى
تُخزن فيها كل الأرقام القياسية أو العُليا في كل مجال مثلاً: أكبر وأسرع وأثقل وأثرى وتحتوي هذه الموسوعة على العديد من المعلومات، منها أثقل رجل من ناحية الوزن في العالم، و اطول اظافر في العالم ، وأقصر امرأة، وأضخم كلب في العالم، وأقوى رجل في العالم وأطول رجل في العالم وأصغر طفل وأكبر طفل.

## التطور
بحسب موقع شركة غينيس للأرقام القياسية على شبكة الأنترنت، تقول الشركة بأن طبعة عام 2006 تضمّنت 64,000 رقم قياسي عالمي في شتى المجالات والفعاليات الفردية والجماعية. كما أشار الموقع إلى أن الموسوعة هي أول موسوعة يباع منها في الأسواق 100 مليون نسخة لغاية اليوم وهو رقم قياسي بحد ذاته يخولها للدخول إلى الموسوعة هي الأخرى.
شهد العام 1951 بزوغ فكرة كتاب «غينيس» للأرقام القياسية. ففي ذاك العام، دخل السّيد «هيوغ بيفر»، الذي شغل آنذاك منصب مدير معمل «غينيس» لصناعة البيرة، في جدال أثناء مشاركته في رحلة صيد. ودار الجدال حول أسرع طير يستخدم كطريدة في ألعاب الرّماية في أوروبا، «الزقزاق الذهبي» أم «الطيهوج»؟. في تلك اللحظة، أدرك السّير «بيفر» مدى النجاح الذي قد يحقّقه كتاب يأتي بالأجوبة الشافية على هذا النوع من الأسئلة. فكان على حق!
في عام 2024، اتهمت موسوعة غينيس للأرقام القياسية بغسل سمعة الحكومات القمعية، حيث سجلت أرقامًا قياسية عالمية لقوات الشرطة الإماراتية والجيش المصري. وبحلول عام 2024، حققت دولة الإمارات 526 رقماً قياسياً، منها 21 لشرطة الإمارات. طلب ماثيو هيدجز، الأكاديمي البريطاني الذي أُجبر على التوقيع على اعتراف كاذب، من هيئة السجلات إزالة شهادة قسم شرطة أبو ظبي عن "معظم التوقيعات على اللفيفة"، إلى جانب ألقاب أخرى مماثلة. كما أثيرت مخاوف بشأن الأنشطة في جميع أنحاء مصر، والتي انتقلت من 22 رقما قياسيا إلى 110 في غضون عقد من الزمن حتى عام 2024. وقال جيمس لينش، المؤسس المشارك لشركة FairSquare، إن السجلات تضفي الشرعية على نظام عبد الفتاح السيسي. ذكرت موسوعة غينيس للأرقام القياسية أن ألقابها القياسية "لا يمكن شراؤها".

## بداية فكرة السجل
بدأت فكرة السّير «هيوغ» تتجسّد واقعًا عندما أوكِل «نوريس» و«روس ماكويرتر»، الذين كانا يديران وكالة لتقصّي الحقائق في لندن بإنجلترا، مهمّة جمع ما أصبح في ما بعد «كتاب غينيس للأرقام القياسيّة». وصدرت النسخة الأولى منه في 27 أغسطس (آب) 1955، ليتصدّر لائحة الكتب الأكثر مبيعًا بحلول عيد الميلاد في العام نفسه.
ومنذ ذلك الحين، أصبحت العلامة التجارية «غينيس للأرقام القياسيّة» أو Guinness World Records TM اسمًا مألوف ورائد عالميًا في مجال الأرقام القياسيّة العالميّة. فما من شركة تجمع أرقام قياسيّة من العالم أجمع، تتثبّت من صحّتها، تصادق عليها، وتقدّمها بالشموليّة والصحة عينها.

## إدارة العمليات
يتابع «فريق إدارة الأرقام القياسيّة» بحيادّية والتزام الأرقام كافة لضمان صحّتها. فلا يتمّ المصادقة على أيّ محاولة ولا تمنح شهادة «غينيس للأرقام القياسيّة» إلاّ بعد أن يتمّ التحقق منها فتنتفي عندئذٍ كلّ الشكوك حولها.

## مبيعات الكتاب
حقّق الكتاب رقمًا قياسيًا لبيعه ما يزيد عن مئة مليون نسخة في 200 دولة، و40 لغة مختلفة. والجدير ذكره أنّ كتاب «غينيس للأرقام القياسية» المسجّل تحت الاسم التجاري Guinness World Records TM هو الأكثر مبيعًا على الإطلاق بين الكتب التي تحفظها حقوق الطبع والنّشر.

## ملكية الموسوعة
«غينيس للأرقام القياسيّة» فرع من مؤسسة «هيت الترفيهيّة» (HIT Entertainment) الرائدة في مجال إنتاج البرامج العائلية العالية الجودة وتوزيعها عبر العالم. تمّ إنشاء مؤسسة «هيت الترفيهية» عام 1989، وهي من أسرع الشركات صاحبة حقوق الملكيّة الفكريّة نموًا في العالم. وتجدر الإشارة إلى أنّها متخصّصة في شخصيات البرامج المعدّة للأطفال، وتتمتع بشبكة توزيع شاملة فضلاً عن علاقة متينة ومديدة مع كبريات قنوات البث التلفزيوني والإذاعي.

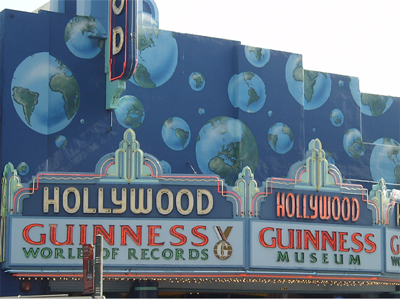
متحف غينيس في هوليود

## تسجيل رقم في الموسوعة
يتم وضع العديد من الإجراءات والتعليمات لتسجيل رقم جديد في الموسوعة أو بكسر رقم موجود:
- فكرة جديدة: يجب أن تكون الفكرة شخصية تثير اهتمام أكبر عدد ممكن من الناس. دون أن تحاول كسر القانون، فسرقة أكبر عدد من النقود الفضية مثلاً لن تعد رقماً قياسياً بل جريمة يعاقب عليها القانون، أو استغلال الآخرين أو حتى الحيوانات بسوء، فلا يجوز ربط صديقك على جذع شجرة بدون طعام أو ماء لتحقيق رقم قياسي في تحمل الجوع والعطش، فهذا لن يعد رقماً قياسياً هذا سيعرضه لمخاطر صحية كثيرة،
- إرسال طلب لتسجيل رقم، سواء رقم جديد أو كسر رقم موجود:
- اتباع التعليمات المرسلة من الإدارة: عند قبول الطلب يتم إرسال مجموعة من التعليمات التي يجب اتباعها، إذا كان الطلب لرقم موجود بالفعل فسيتم إرسال التعليمات التي اتبعها صاحب الرقم السابق، أما إن كانت الرغبة بتسجيل رقم جديد فسيكتبون مجموعة تعليمات جديدة خصيصاً لك.
- طلب حضور أحد الخبراء: تعد هذه الخطوة غير إلزامية ويمكن تجاهلها، لكنها تضمن العديد من المزايا مثل: موافقة فورية على طلبك عند الالتزام بكافة الشروط المطلوبة، ومنحك شهادة تفيد تحقيقك للرقم القياسي، وتغطية إعلامية شاملة معظم وسائل الإعلام العالمية لكافة فاعليات تسجيل رقمك الجديد. ومقالة شاملة كافة التفاصيل عن صاحب الرقم وعن رقمك القياسي على موقع جينيس. وهناك العديد من المزايا لحضور الخبراء.
- إرسال دليل للإدارة تفيد تحقيق رقم جديد: في حال رغبة أن تحضر لجنة تحكيم أحداث التسجيل فيجب عليك إرسال أدلة واضحة وصريحة لا تقبل الشك على تحقيق الرقم القياسي، ويكون الشروط التي تم إرسالها والتعليمات تتضمن الأدلة المطلوبة وكيفية إرسالها.
- انتظار الرد:
- استلام الشهادة: بعد أن يتم الموافقة على الأدلة التي تم إرسالها والتأكد أنها حقيقية، يتم إرسال شهادة تثبت الانضمام للموسوعة، ويتم منح صاحب الرقم الشهادة الرسمية، لكن ذلك لا يعني أن يرد الاسم والرقم ضمن الكتاب الخاص للموسوعة فهذا الأمر يعود لإدارة تحرير الكتاب.

## التحرير
رئيس التحرير كريج جلينداي، مواليد 1973م. وهو بمنصبه منذ مايو 2002 حتى الآن.

## وصلات خارجية
- موسوعة غينيس للأرقام القياسية على موقع الموسوعة البريطانية (الإنجليزية)
- الموقع الرسمي لموسوعة غينيس - النسخة الإنجليزية
- غينيس للأرقام القياسية - النسخة العربية